# Bomarea bredemeyeriana
Bomarea bredemeyeriana är en alströmeriaväxtart som beskrevs av Herb.. Bomarea bredemeyeriana ingår i släktet Bomarea och familjen alströmeriaväxter. Inga underarter finns listade i Catalogue of Life.